# Paul Birch (acteur)
Pour les articles homonymes, voir Paul Birch et Birch.
Paul Birch est un acteur américain, né Paul Smith à Atmore, Alabama, le 13 janvier 1912, et mort à Saint-Georges (Grenade), le 24 mai 1969.

## Filmographie partielle au cinéma
- 1952 : Aveux spontanés (Assignment - Paris!) de Robert Parrish
- 1953 : La Guerre des mondes de Byron Haskin : Alonzo Hogue
- 1954 : Chevauchée avec le diable de Jesse Hibbs : Fred Kenyon
- 1954 : La Reine de la prairie (Cattle Queen of Montana) d'Allan Dwan : Colonel Carrington
- 1955 : La Fureur de vivre (Rebel without a cause) de Nicholas Ray
- 1955 : L'Homme qui n'a pas d'étoile (Man without a Star) de King Vidor
- 1955 : Cinq Fusils à l'ouest (Five Guns West) de Roger Corman
- 1955 : La Femme apache de Roger Corman
- 1955 : The Beast with a Million Eyes de David Kramarsky
- 1956 : La première balle tue (The Fastest Gun Alive) de Russell Rouse : Shérif Bill Toledo
- 1956 : Everything But the Truth de Jerry Hopper
- 1957 : Instinct de survie (Day the World Ended) de Roger Corman : Jim Maddison
- 1957 : Le Vampire de New York (Not of This Earth) de Roger Corman : Paul Johnson, l'extraterrestre
- 1957 : La Robe déchirée (The Tattered Dress) de Jack Arnold  : le procureur Frank Mitchell
- 1957 : Une arme pour un lâche (Gun for a Coward) : Andy Niven
- 1957  : Le 27e jour (The 27th Day) de William Asher
- 1957 : Joe Dakota de Richard Bartlett (en) : Frank Weaver
- 1958 : Trafiquants d'armes à Cuba (The Gun Runners) de Don Siegel : Sy Phillips
- 1958 : Queen of Outer Space d'Edward Bernds
- 1960 : Meurtre sans faire-part (Portrait in Black) de Michael Gordon : Lieutenant détective
- 1960 : La Mafia (Pay or Die) de Richard Wilson
- 1962 : L'Homme qui tua Liberty Valance (The Man Who Shot Liberty Valance) de John Ford : Le maire Winder
- 1967 : Frontière en flammes (Welcome to Hard Time) de Burt Kennedy : Mr. Fee
- 1967: A Covenant with Death de Lamont Johnson

## Télévision
- 1963-1967 : Le Fugitif, série en 120 épisodes : le capitaine Carpenter, supérieur hiérarchique du lieutenant de police, Philippe Gérard, dans les deux premières saisons. Dernière apparition : épilogue de l'épisode 52.